# Knihy (Chotilsko)
Knihy jsou samota, část obce Chotilsko v okrese Příbram ve Středočeském kraji. Nachází se asi 3,5 kilometru jihovýchodně od Chotilska. Jsou zde evidovány 2 adresy. V roce 2011 zde trvale žilo nikdo nežil.
Knihy leží v katastrálním území Hněvšín o výměře 2,62 km².

## Historie
Knihy vznikly k 14. květnu 2007 jako část obce Chotilsko v okrese Příbram.

## Obyvatelstvo
| Rok            | 1869 | 1880 | 1890 | 1900 | 1910 | 1921 | 1930 | 1950 | 1961 | 1970 | 1980 | 1991 | 2001 | 2011 | 2021 |
| -------------- | ---- | ---- | ---- | ---- | ---- | ---- | ---- | ---- | ---- | ---- | ---- | ---- | ---- | ---- | ---- |
| Počet obyvatel | 0    | 0    | 0    | 7    | 5    | 0    | 10   | 0    | 0    | 0    | 0    | 0    | 0    | 0    | 0    |
| Počet domů     | 0    | 0    | 0    | 1    | 1    | 1    | 2    | 0    | 0    | 0    | 0    | 0    | 0    | 1    | 1    |

## Další fotografie

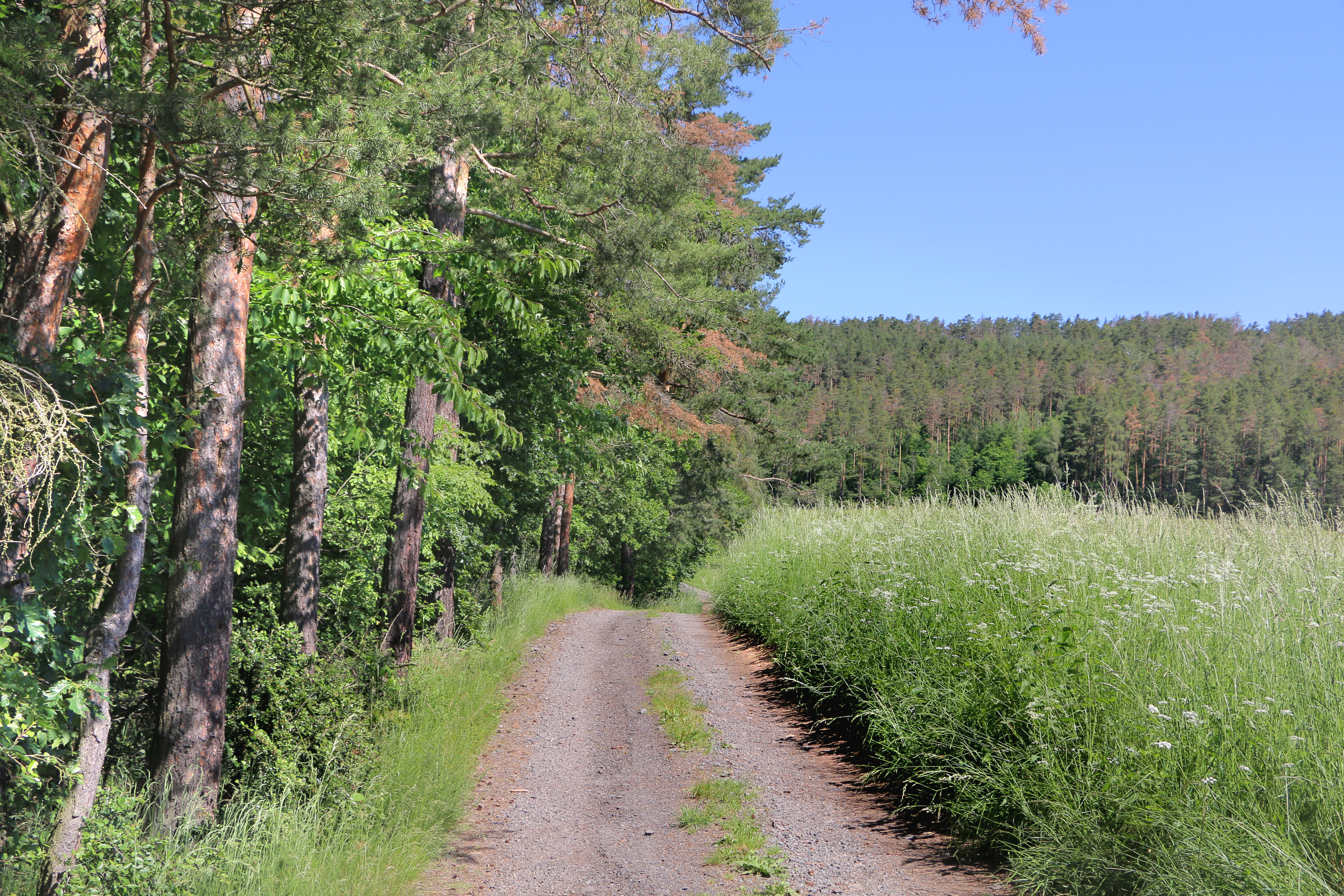
Cesta ke vsi
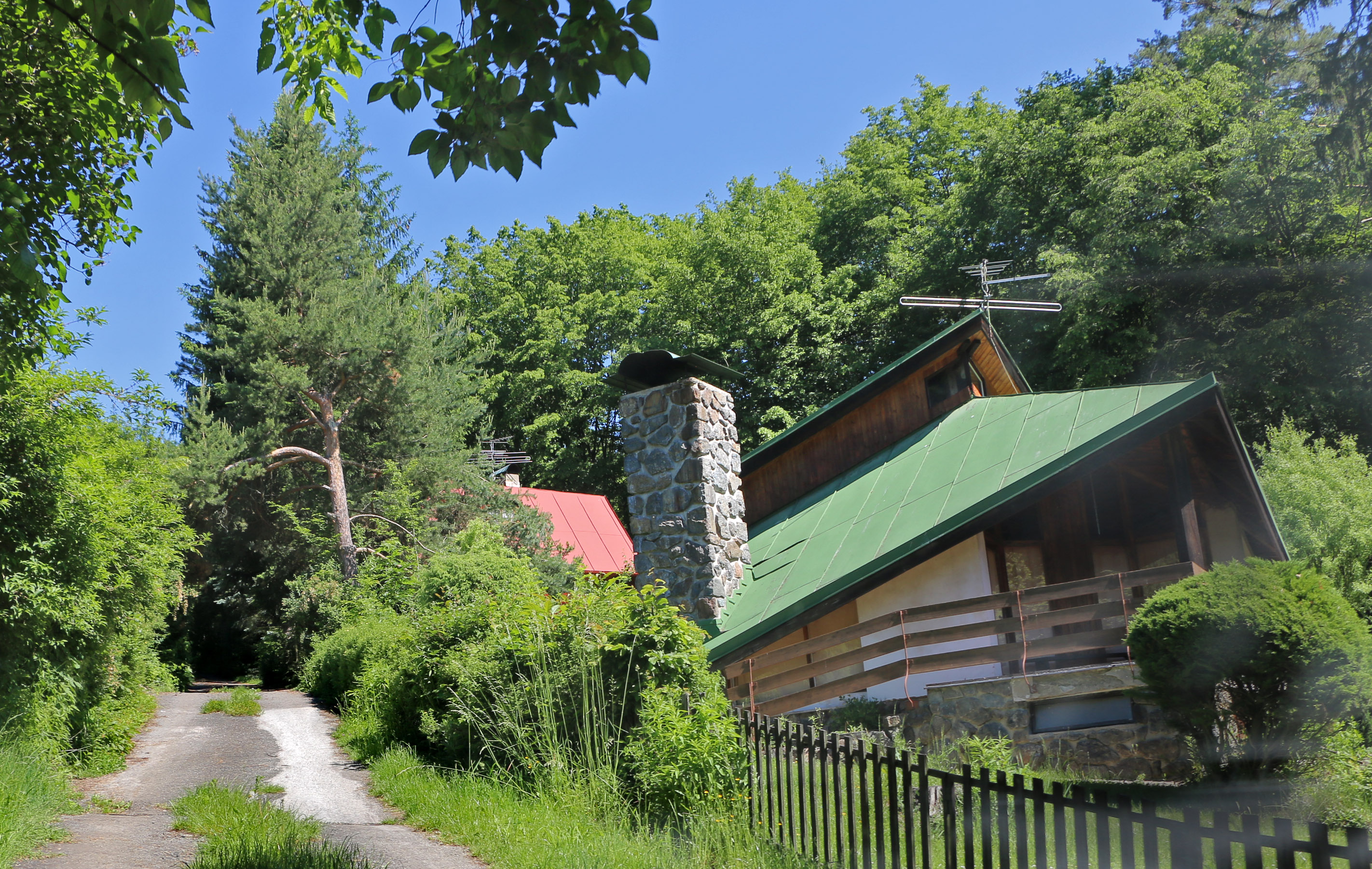
Střed vsi